# Vrai changement Montréal

Logo du parti en 2013

Le Vrai changement pour Montréal est un parti politique municipal de la ville de Montréal au Québec, actif de 2013 à novembre 2017.
Le parti a été fondé en 2013 pour soutenir la candidature de Mélanie Joly à la mairie de Montréal, derrière un programme centré sur la transparence, la défense des familles, le verdissement de la ville et la lutte contre la congestion routière.

## Élections municipales de 2013

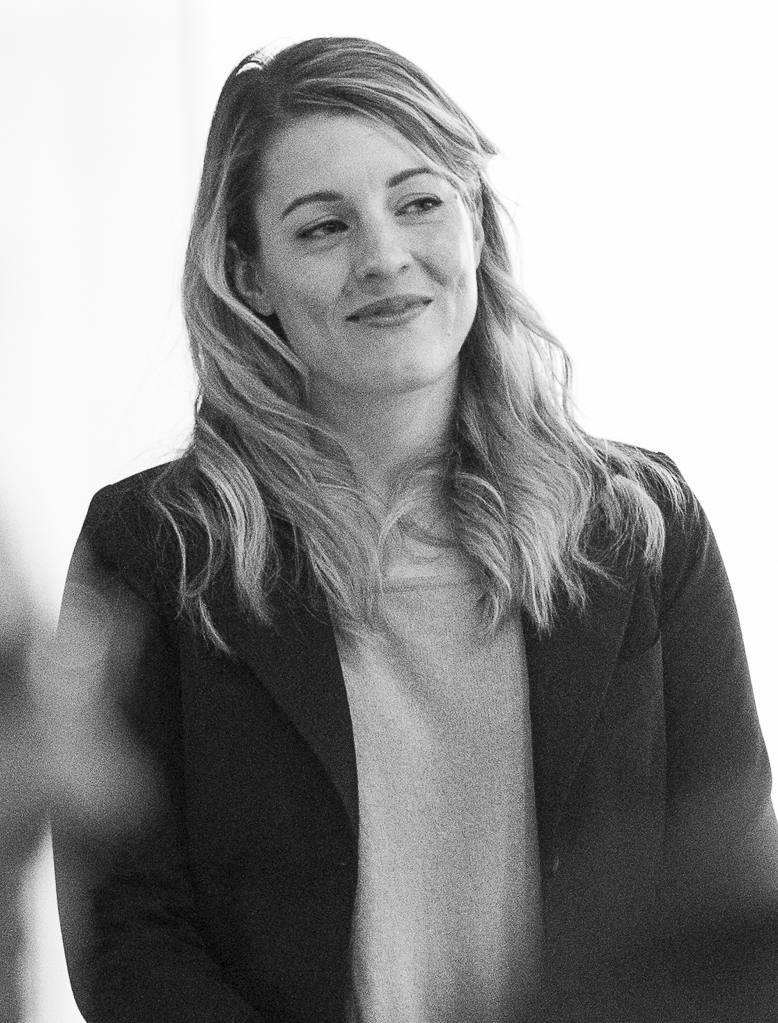
Mélanie Joly en 2014

Le parti ne présente que 55 candidats - pour plus de cent postes potentiels - lors de élection municipale du 3 novembre 2013 : 9 à des mairies d'arrondissement, 26 conseillers de villes et 20 conseillers d'arrondissements. Malgré ce faible nombre de candidats Mélanie Joly insuffle une dynamique forte et obtient 26,47 % des voix alors qu'elle était inconnue un an auparavant, terminant deuxième et devançant un parti historique comme Projet Montréal. Cependant, Vrai changement pour Montréal n'obtient que 18,72 % sur la ville et n'obtient que huit élus, dont un maire d'arrondissement et trois conseillers municipaux. Mme Joly est quant à elle battue au poste de conseillère d'arrondissement dans Notre-Dame-de-Grâce.
Les élus de Vrai changement pour Montréal :
- Normand Marinacci, maire de l'arrondissement de L'Île-Bizard–Sainte-Geneviève ;
- Justine Mcintyre, conseillère municipale dans Pierrefonds-Roxboro (district Est/Bois-de-Liesse) ;
- Lorraine Pagé, conseillère municipale dans Ahuntsic-Cartierville (district Sault-au-Récollet) ;
- Steve Shanahan, conseiller municipal dans Ville-Marie ;
- Stéphane Côté, conseiller d'arrondissement dans L'Île-Bizard–Sainte-Geneviève (district  Pierre-Foretier) ;
- Christian Laroque, conseiller d'arrondissement dans L'Île-Bizard–Sainte-Geneviève (district  Denis-Benjamin-Viger) ;
- Jean-Dominic Lévesque-René, conseiller d'arrondissement dans L'Île-Bizard–Sainte-Geneviève (district  Jacques-Bizard) ;
- Roger Trottier, conseiller d'arrondissement dans Pierrefonds-Roxboro (district Est/Bois-de-Liesse) ;

### Changements en cours de mandats
Le 5 septembre 2014, malgré son engagement à rester en politique municipale, Mélanie Joly annonce son retrait de la vie politique municipale pour retourner au monde des affaires, faute de pouvoir assurer le leadership de l'extérieur, elle reste cependant présidente du parti. Lorraine Pagé, conseillère municipale d'Ahunstic-Cartierville, lui succède à la tête du parti
En août 2015, Mélanie Joly annonce sa candidature à l'investiture du libérale dans Ahuntsic-Cartierville. Elle sera investie puis élue lors de l'élection fédérale de 2015, et deviendra Ministre du Patrimoine canadien. Lors de la campagne on l'avait accusée de s'être présentée uniquement pour se faire connaître et être candidate libérale auprès de Justin Trudeau, ce qu'elle avait nié.
En décembre 2015 Lorraine Pagé quitte le parti pour siéger comme indépendante, expliquant que le parti a perdu toute cohésion avec le départ de sa cheffe. Elle rejoindra  l'Équipe Coderre en mai 2017.
En janvier 2016 Justine McIntyre, conseillère municipale de Pierrefonds-Roxboro, la remplace en admettant que les élus « ont considéré saborder le parti ». Le parti possède alors 7 élus, dont 3 au conseil municipal.
En juin 2017, après plusieurs échanges, l'idée d'une fusion avec Projet Montréal est rejetée. Normand Marinacci, maire de L'Île-Bizard–Sainte-Geneviève, et deux de ses conseillers d'arrondissement - Christian Laroque et Jean-Dominic Lévesque-René - annoncent rejoindre Projet Montréal.

## Élections municipales de 2017
À la veille des élections élections municipales de 2017 le parti est considérablement affaibli et ne compte plus que quatre élus (deux conseillers municipaux et deux élus d'arrondissements). Après avoir refusé la fusion avec Projet Montréal le parti renonce cependant quelques jours plus tard à présenter un candidature à la mairie, annonçant vouloir avancer petit à petit avec 2021 en ligne de mire et ne présente que 20 candidats (3 à des mairies d'arrondissements, 7 au conseil de ville, 10 à des conseils municipaux), alors qu'une centaine de sièges sont à pourvoir.
Le soir du 5 novembre 2017, le parti n'a plus un seul élu. Candidate à la mairie de Pierrefonds-Roxboro, Justine McIntyre est largement battue, terminant troisième derrière Dimitrios Beis (Équipe Coderre, 46 %) et Hélène Dupont (Projet Montréal, 33 %). Quelques jours plus tard Vrai changement pour Montréal annonce la suspension des activités du parti, sans pour autant le dissoudre totalement. La formation sera finalement dissoute à l'aube des élections municipales de 2021, après avoir été incapable de nommer un nouveau chef à sa tête.